# Rafael Gordillo
Rafael Gordillo Vázquez (ur. 24 lutego 1957 w Almendralejo) – hiszpański piłkarz, grający na pozycji lewego obrońcy, od 2010 prezydent klubu występującego w Primera División, Realu Betis.
Jeden z najwybitniejszych piłkarzy reprezentacji Hiszpanii w historii. Wystąpił w niej 75 razy i strzelił 3 gole. Brał udział w Mistrzostwach Europy w latach: 1980, 1984 i 1988 występował także na mistrzostwach świata w latach: 1982 i 1986.
Wychowanek Realu Betis i jego największa gwiazda w latach 1977–1985. Na dobre wyszedł mu transfer do Realu Madryt, wtedy zawodnik osiągnął szczyt swojej kariery. Królewscy dominowali w Primera División (5 tytułów mistrzowskich), do tego dorzucili zdobycie Pucharu UEFA w 1986 roku. Rafael odszedł z klubu dopiero w wieku 35 lat, wrócił do Betisu, gdzie znowu grał fantastycznie i udowodnił kibicom swoją wartość. Koniec jego piłkarskiej kariery nastąpił w 1995 roku, kiedy grał w Écija Balompié. Od 2000 był wiceprezydentem tego klubu, lecz po latach powrócił do Realu Betis, aby przejąć dyrektorskie obowiązki. 13 grudnia 2010 roku piłkarz wybrany został nowym prezydentem Verdiblancos.